# المعهد العالي للدراسات المتطورة
المعهد العالي للدراسات المتطورة هو معهد تعليمي نظامي غير حكومي مصري ذو تخصصين للدراسة هما نظم المعلومات الإدارية، والتجارة بشعبتيها (محاسبة – خارجية)

## الوصف
هو معهد خاص معتمد من وزارة التعليم العالى. ويمنح شهادة البكالوريوس المعادلة من المجلس الأعلى للجامعات ويعتمد الدكتور وزير التعليم العالى درجة البكالوريوس الممنوحة. مدة الدراسة بالمعهد أربع سنوات.

## الدراسات التكميلية
- شعبة نظم المعلومات الإدارية

يمنح معهد الدراسات والبحوث الاحصائية – جامعة القاهرة درجة دبلوم الدراسات العليا والماجستير والدكتوراه لخريجي المعهد شعبة نظم المعلومات الإدارية
- شروط التقدم للدبلوم

- اجتياز امتحانات القبول الخاصة بمعهد الدراسات والبحوث الاحصائية في كل من اختبار ++C, واختبار الرياضيات للتقدم بدبلوماتي (علوم حاسب – نظم معلومات)

## الالتحاق بالمعهد
يقبل المعهد عن طريق مكتب التنسيق الطلبة الحاصلين على :
- شهادة الثانوية العامة وما يعادلها - الثانوية الأزهرية
- الدوبلومات الفنية
- دبلوم المعاهد المتوسطة للنظم المعلومات بتقدير عام جيد بالفرقة الثالثة

وبتقدير مقبول بالفرقة الثانية

## الهدف العلمي
يخضع المعهد للإشراف العلمي والأكاديمي لجامعة القاهرة ويهدف إلى : 
- تقديم خدمة تربوية تعليمية جادة ترقى بالمستوى الفكري لشباب.
- تقديم مناخ تعليمي متميز
- توفير مناخ متكامل مليء بالانشطة ودورات تعليمية لتأهيل الطالب لمواجهة الحياة العملية ومنحه فرصة للتميز فسوق العمل
- تقديم خدمة تربوية تعليمية جادة ترقى بالمستوى الفكري للشباب
- الاستعانة بصفوة متميزة من أعضاء هيئة التدريس واحدث وسائل التعليم الحديثة لتمكين الخريج من المنافسة في سوق العمل.

## وصلات خارجية
- www.elmotatawera.com